# Bodianus axillaris
Labre à tache axillaire, Tamarin
Espèce
Statut de conservation UICN

 LC  : Préoccupation mineure
Bodianus axillaris, communément nommé Labre à tache axillaire ou encore Tamarin, est une espèce de poisson marin de la famille des Labridae.
Il est présent dans les eaux tropicales de la zone Indo-Pacifique, Mer Rouge incluse. 
Sa taille maximale est de 20 cm.